# Marko Knauer
Marko Julian Knauer (* 3. Juni 1982) ist ein deutscher Volleyballspieler.

## Karriere
Knauer begann seine Karriere bei der SG Eltmann. 2012 wechselte er zum Drittligisten VGF Marktredwitz. Von 2014 bis 2017 trat der Mittelblocker mit dem SV Schwaig in der Zweiten Bundesliga Süd an. Danach kehrte zu den ebenfalls in der Zweiten Liga spielenden Oshino Volleys Eltmann zurück, die 2018 in Heitec Volleys umbenannt wurden. In der Saison 2018/19 schaffte er mit dem Verein den Aufstieg in die Bundesliga und entschied sich, seine Karriere in der ersten Liga fortzusetzen. Nach dem insolvenzbedingten Ausscheiden aus der ersten Liga war Knauer die folgende Saison in der dritten Lage aktiv. Zur Saison 2021/22 wechselt er zum Drittligakonkurrenten TSV Zirndorf.